# Pseudolimnophila (Calolimnophila) mauritiana
Pseudolimnophila (Calolimnophila) mauritiana is een tweevleugelige uit de familie van de steltmuggen (Limoniidae). De soort komt voor in het Afrotropisch gebied.